# کوکوئی

کوکوئی شهری در شهرستان پومپوئی در استان باله در بورکینافاسوی جنوبی است و جمعیت آن ۱۰۲۷ نفر است.